# Brigitte Langenhagen

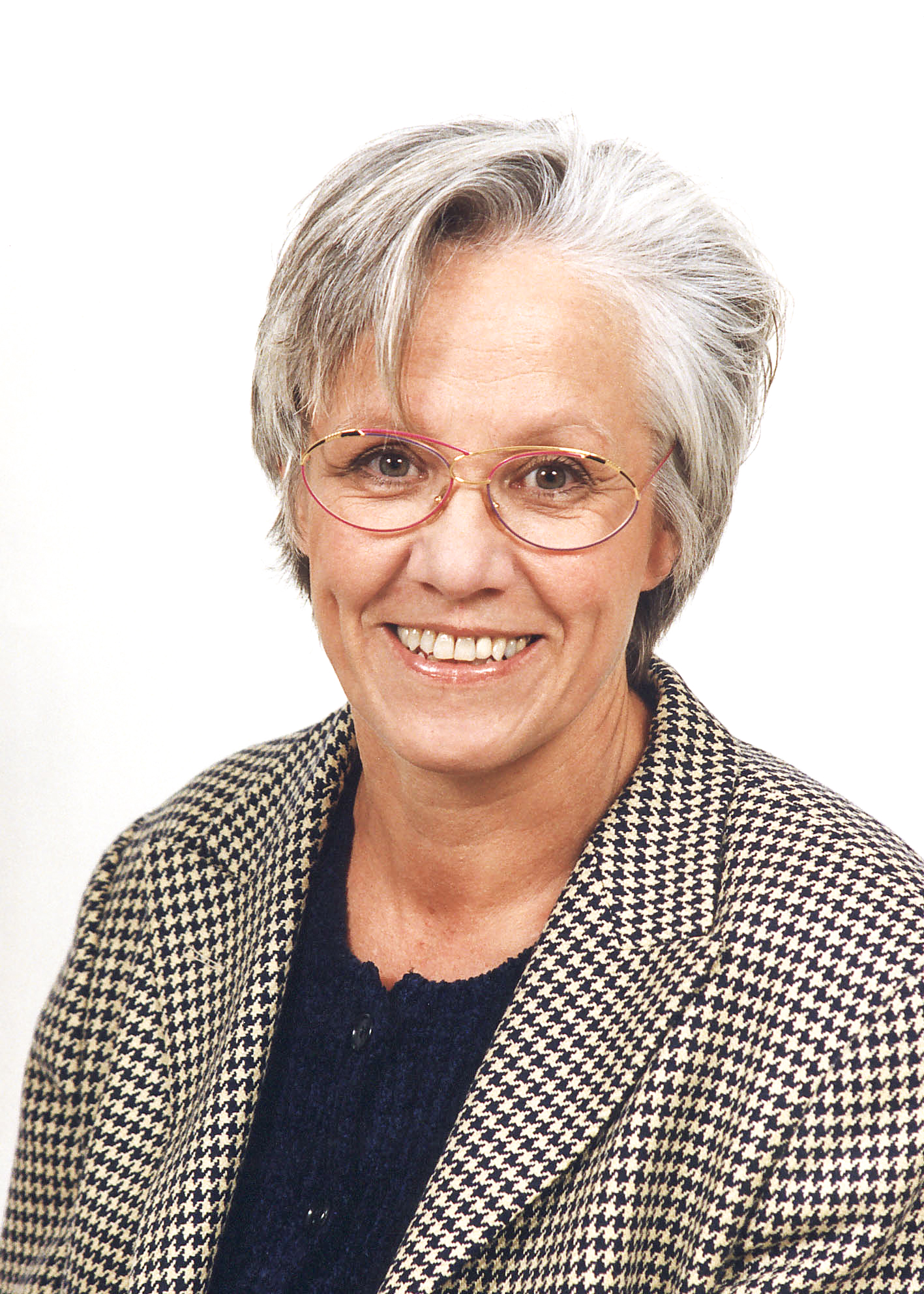
Brigitte Langenhagen (1994)

Brigitte Langenhagen (* 8. Dezember 1939 in Hamburg) ist eine deutsche Politikerin (CDU).

## Ausbildung und berufliche Karriere
Langenhagen machte eine Ausbildung im Bereich Fremdsprachen und war danach als kaufmännische Angestellte beziehungsweise beratende Mitarbeiterin eines mittelständischen Betriebes tätig.

## Politische Karriere
1971 trat sie in die CDU ein. Bei der CDU war sie kooptiertes Mitglied des Stadt- und des Kreisverbands Cuxhaven sowie des Bezirksverbands Stade. 1990 erhielt sie als Nachrückerin einen Sitz im Europäischen Parlament, dem sie bis 2004 angehörte. Dort war sie im Fischereiausschuss Koordinatorin der Fraktion der Europäischen Volkspartei sowie stellvertretende Vorsitzende des Ausschusses für Fischerei.

## Sonstige Ämter und Mitgliedschaften
Sie war Vorsitzende des Maritimen Forums.
Langenhagen ist Vorstand der Allianz Maritimer Regionalinteressen in Europa (AMRIE) in Brüssel, deren Gründungsmitglied sie war. Sie ist Mitglied der Kangaroo Group, ein Think Tank und eine Lobbyorganisation mit Sitz in Brüssel.

## Ehrungen
- Bundesverdienstkreuz am Bande (18. Mai 1998)[3]